# Antonie Rettig
Antonie Wilhelmina Ulrika Rettig, född von Eckermann den 9 augusti 1846 på Edeby i Ripsa socken, död den 23 juli 1933 i Ripsa socken, var en svensk tobaksfabrikör. Hon var direktör för P.C. Rettig & Co i Gävle och lade som donator grunden till Länsmuseet Gävleborg.
Antonie Rettig var dotter till kammarherre Thure von Eckermann och grevinnan Ulrika Lewenhaupt. År 1872 ingick hon äktenskap med John Rettig, från 1886 ensam ägare till P.C. Rettig & Co i Gävle. Verksamheten bestod av ett rederi och en tobaksfabrik. 
Efter makens död 1907 övertog hon ledningen av tobaksfabriken och de 400 anställda. Då var hon Sveriges största kvinnliga arbetsgivare. I samband med det statliga tobaksmonopolets införande 1915 övertogs snusfabriken och cigarrfabriken, medan avdelningarna för röktobak och cigaretter lades ned. Fram till avyttrandet av tobaksfabriken 1915 bodde Rettig växelvis i Gävle, i det så kallade Rettigska palatset, och i Stockholm. Efter försäljningen till Tobaksmonopolet bodde Rettig huvudsakligen vintertid på Östermalm i Stockholm och sommartid på Sandvik i Södermanland. 
Rettig var 1910–1928 ordförande i Kvinnoförbundet för Sveriges sjöförsvars Stockholmsavdelning. Hon var också delaktig i den stora nationella insamlingen till en pansarbåt som kunde sjösättas 1915. Genom testamente 1932 donerade hon avsevärda belopp till olika institutioner i Gävle, bland annat 1,4 miljoner kronor till stiftelsen John och Antonie Rettigs museifonder till Gävle stad, vilket möjliggjorde uppförandet av Gävle museum, invigt 1940.
Hon erhöll 1926 den kungliga medaljen Illis quorum och 1927 den tyska utmärkelsen Die Deutsche Ehrendenkmünze des Weltkriegs. Antonie Rettig är begravd på Gamla kyrkogården i Gävle.